# Vasino (Parlamento)
Vasino ist eine historische Befestigungsanlage im osttimoresischen Suco Parlamento (Gemeinde Lautém). Im Portugiesischen werden solche Anlagen als Tranqueira (deutsch Deckung, Verschanzung) bezeichnet.
Der Ort wurde ab der zweiten Hälfte des 14. Jahrhunderts besiedelt. Die Befestigungsmauern dürften 250 Jahre jünger sein. Die Siedlung wurde vor etwa 200 Jahren aufgegeben.
Wie auch die Anlage Ili Vali im nahen Com handelt es sich um eine Befestigung, die auf zwei Ebenen einen Hügel umgibt. Sie steht oberhalb des Ortes Moro, etwa zwei Kilometer von der Nordküste Timors entfernt. Auf der unteren Ebene steht ein großes Grab im selben Stil aus geschichteten Kalksteinen, auf dem ein Makassar-Stein stehend angebracht ist. Diese Platte steht bei rituellen Opferungen im Mittelpunkt. Das Grab soll in Verbindung mit dem Ahnherren von Vasino stehen. Die Art des Grabes wird poke poke genannt. Es ist für mehrere Bestattungen gedacht und kann für neue Leichname geöffnet und wieder verschlossen werden.